# Воронці (Мядельський район)
Воронці (біл. вёска Варанцы) — село в складі Мядельського району Мінської області, Білорусь. Село підпорядковане Нарачанській сільській раді, розташоване в північній частині області.